# 1976年モントリオールオリンピックのソビエト連邦選手団
1976年モントリオールオリンピックのソビエト連邦選手団（1976ねんモントリオールオリンピックのソビエトれんぽうせんしゅだん）は、1976年7月17日から8月1日にかけてカナダのモントリオールで開催された1976年モントリオールオリンピックのソビエト連邦選手団、およびその競技結果。

## 概要
今大会は金メダル49個、銀メダル41個、銅メダル35個の合計125個のメダルを獲得した。

## メダル
| メダル | 選手名                                                                                                | 競技   | 種目                       |
| ------ | --- | ------ | -------------------------- |
| 金     | ヴィクトル・サネイエフ                                                                                | 陸上   | 男子三段跳                 |
| 金     | ユーリ・セディフ                                                                                      | 陸上   | 男子ハンマー投             |
| 金     | タチアナ・カザンキナ                                                                                  | 陸上   | 女子800m                   |
| 金     | タチアナ・カザンキナ                                                                                  | 陸上   | 女子1500m                  |
| 金     | マリーナ・コシェバヤ                                                                                  | 競泳   | 女子200m平泳ぎ             |
| 金     | アナトリ・チュカノフ ヴァレリ・チャプリギン ウラディミル・カミンスキ アーヴォ・ピクース               | 自転車 | 男子チームタイムトライアル |
| 金     | ウラジミール・ネフゾロフ                                                                              | 柔道   | 男子70kg以下級             |
| 金     | セルゲイ・ノヴィコフ                                                                                  | 柔道   | 男子93kg超級               |
| 銀     | エフゲニー・ミロノフ                                                                                  | 陸上   | 男子砲丸投                 |
| 銀     | アレクセイ・スピリドノフ                                                                              | 陸上   | 男子ハンマー投             |
| 銀     | タチアナ・アニシモワ                                                                                  | 陸上   | 女子100mハードル           |
| 銀     | ナデジダ・チジョワ                                                                                    | 陸上   | 女子砲丸投                 |
| 銀     | ウラジーミル・ラスタコフ アンドレイ・ボグダノフ セルゲイ・コプリアコフ アンドレイ・クリロフ           | 競泳   | 男子4×200自由形リレー      |
| 銀     | リューボフ・ルサノワ                                                                                  | 競泳   | 女子100m平泳ぎ             |
| 銀     | マリナ・ユルチェニア                                                                                  | 競泳   | 女子200m平泳ぎ             |
| 銀     | ヴィクトル・ソコロフ ウラディミル・オソキン アレクサンドル・ペロフ ヴィタリ・ペトラコフ               | 自転車 | 男子4000m団体追い抜き      |
| 銀     | ワレリー・ドボイニコフ                                                                                | 柔道   | 男子80kg以下級             |
| 銀     | ラマズ・ハルシラーゼ                                                                                  | 柔道   | 男子93kg以下級             |
| 銅     | ワレリー・ボルゾフ                                                                                    | 陸上   | 男子100m                   |
| 銅     | エフゲニー・ガブリレンコ                                                                              | 陸上   | 男子400mハードル           |
| 銅     | アレクサンドル・アクシニン ニコライ・コレスニコフ ユリス・シロヴス ワレリー・ボルゾフ                 | 陸上   | 男子4×100mリレー           |
| 銅     | アレクサンドル・バリシニコフ                                                                          | 陸上   | 男子砲丸投                 |
| 銅     | アナトリー・ボンダルチュク                                                                            | 陸上   | 男子ハンマー投             |
| 銅     | ニコライ・アビロフ                                                                                    | 陸上   | 男子十種競技               |
| 銅     | ナタリア・レベデワ                                                                                    | 陸上   | 女子100mハードル           |
| 銅     | タチアナ・プロロチェンコ リュドミラ・ザルコワ＝マスラコワ ナデジダ・ベスファミリナヤ ベラ・アニシモワ | 陸上   | 女子4×100mリレー           |
| 銅     | インタ・クリモヴィチャ リュドミラ・アクショノワ ナタリア・ソコロワ ナデシュナ・イリーナ               | 陸上   | 女子4×400mリレー           |
| 銅     | リディア・アルフェーエワ                                                                              | 陸上   | 女子走幅跳                 |
| 銅     | ウラジミール・ラスカトフ                                                                              | 競泳   | 男子400m自由形             |
| 銅     | アルビダス・ヨーザイティス                                                                            | 競泳   | 男子100m平泳ぎ             |
| 銅     | アンドレイ・スミルノフ                                                                                | 競泳   | 男子400m個人メドレー       |
| 銅     | マリーナ・コシェバヤ                                                                                  | 競泳   | 女子100m平泳ぎ             |
| 銅     | リューボフ・ルサノワ                                                                                  | 競泳   | 女子200m平泳ぎ             |
| 銅     | ショータ・チョチョシビリ                                                                              | 柔道   | 男子無差別級               |